# Microelectronică
Microelectronica este un domeniu al industriei de componente electronice semiconductoare (dispozitive semiconductoare) care se ocupă cu studiul și fabricația circuitelor integrate. Circuitul integrat este prin definiție alcătuit din foarte multe dispozitive semiconductore elementare (diode, tranzistoare, rezistoare, capacitoare, inductoare) care au dimensiuni, cel mult, de ordin micronic. 